# Chenopodium pseudomultiflorum
Chenopodium pseudomultiflorum là loài thực vật có hoa thuộc họ Dền. Loài này được (Murr) Uotila mô tả khoa học đầu tiên năm 2001.